# 迷子紐

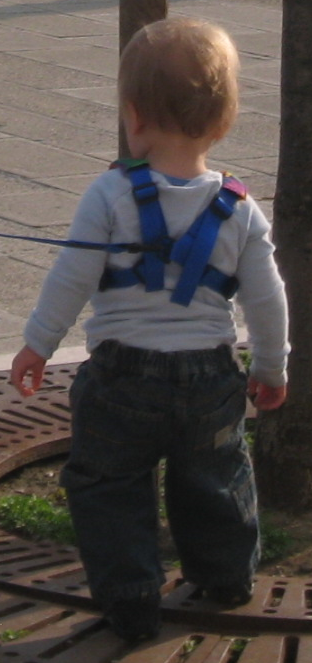
ハーネス型の迷子紐

迷子紐（まいごひも、ベビーハーネス、チャイルドハーネス）とは、幼い子どもと連れ立って外出するときに、子どもが急に路上に飛び出して事故に遭遇したり、迷子になったりしてしまうことを防ぐために用いられる。
多くの場合は親が紐の片端を常に手にして、先端側は子どもの体や衣服、あるいは子供が背負っているリュックなどに結びつけて使用する。ハーネスのようになっているものもある。迷子ひも、あるいは迷子ヒモと表記されたり、「子供用リード」や「幼児用リード」と呼称されることもある。
2015年の時点では、紐がなくて警告音で知らせてくれる「デジタルまいごひも」のようなものも発売されている。原型は中世ヨーロッパまで遡るものの、現代日本への定着・普及はまだ途上であり、その使用に関しては賛否両論がある。

## 歴史
中世ヨーロッパにおける手引き紐は同じ目的の育児用品であり、貴族の親子を描いた肖像画にも登場している。一方で、現代日本では犬の散歩のようだと言われたり奴隷制度を思い出したといった意見も聞かれる。

### 1900年以前
20世紀以前のチャイルドハーネスに関する資料はほとんどないが、17～18世紀に使われていた手引き紐から生まれたと考えられている。19世紀後半には、主に歩けるようになった幼児が着用する衣料品として考えられていたことがうかがえる。1874年にニュージャージー州で特許を取得した 「Baby-Exercising Corset 」は、「このコルセットを使用しない場合よりもずっと早く、ずっと容易に歩けるようにする」ことを目的としていた。

### 20世紀初頭
1900年以降、衣服の一種のようなデザインから、現在で最も一般的な腰ベルト、腰ベルトをつなぐ肩ストラップ、そして保護者など大人用の持ち手のついたストラップの形をした安全ハーネス（安全帯）へと発展した。子供用ハーネスの初期の特許出願では、潜在的な危険からの保護という大きな括りについて言及され、出願されていたが、20世紀ごろから始まったチャイルドハーネス設計の目的は、怪我の防止にフォーカスされていた。安全性が最優先されるようになったことで、椅子やゴーカートなどで子供を立たせた状態で、子供が転倒する危険を回避するために、使えるようなハーネスも考えられた。この頃のハーネスは通常革製で、小さな鈴が取り付けられたデザインのハーネスもあった。

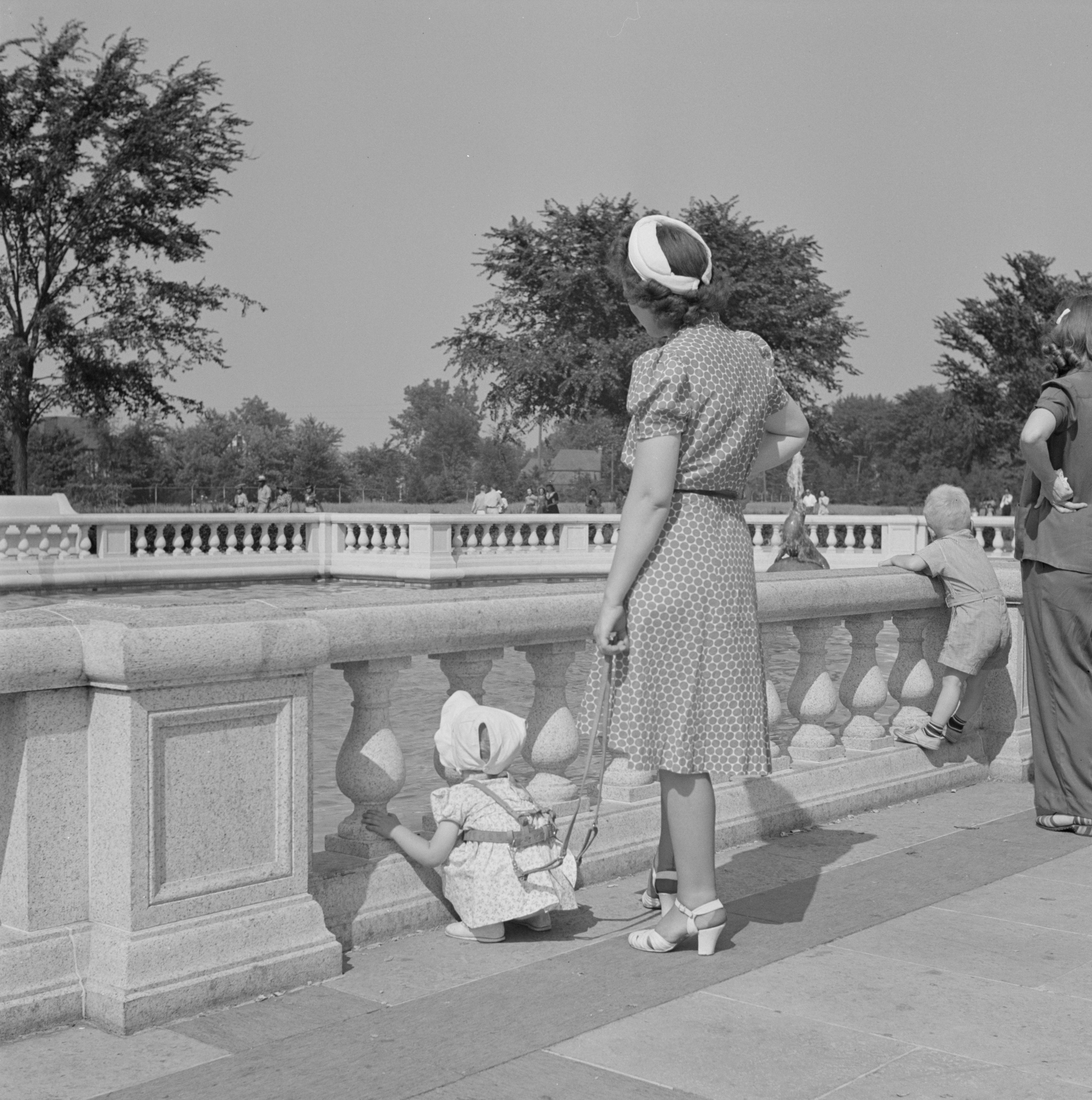
デトロイト動物園で安全ベルトを装着する子供（1942年、アメリカ・ミシガン州）